# براندا سایکس
براندا سایکس (به انگلیسی: Brenda Sykes) (زاده ۲۵ ژوئن ۱۹۴۹) بازیگر آمریکایی است.
از فیلم‌های معروف او می‌توان به بازی در فیلم درک روشن اشاره کرد.